# 新・子連れ狼
『新・子連れ狼』（しん・こづれおおかみ）は、2003年から2006年にかけて『週刊ポスト』（小学館）で連載された漫画。小池一夫原作・小島剛夕作画の『子連れ狼』の続編にあたり、原作は同じく小池が手がけ、作画は森秀樹が担当した。小島が2000年に死去したために、小島に対して敬意を表して作画原案者として作品にクレジットしている。

## 内容
八丁河岸の決闘で父・拝一刀の遺志を継いで柳生烈堂を倒した拝大五郎だったが、一人で父の遺体を守るうちに力尽きて倒れてしまう。偶然そこを通りかかった東郷重位に助けられた大五郎は、武者修行の旅をしている重位とともに全国を旅することとなるが、重位の旧主・薩摩藩主島津家の廃絶を狙う老中松平伊豆守の陰謀に巻き込まれ、再び冥府魔道を歩むこととなった。

## 主な登場人物
本作では史実においては異なる時代の人物が多数登場している。
拝大五郎（おがみ だいごろう）

松平伊豆守（まつだいら いずのかみ）
江戸幕府の老中。彼の口から、島原の乱に際し、薩摩藩に出兵を要請するも出し渋られたことや「智恵伊豆」と称されていたことが語られている。作品中では公方から「爺」と呼ばれるほど信頼されている。
かねてより薩摩藩を危険視していた松平は、公方にその娘・綾姫を囮に使い島津家を廃絶に追い込むことを進言し、その許可をもらう。そして、竹姫闇蔵などの服部一族と梅ノ木を使い、元薩摩藩士・東郷重位を薩摩へ赴かせ島津光久を鹿児島からおびき出すように命じる。その一方で、松平は腹心の若年寄大久保加賀守に調達させた南蛮渡来の薬品を用いて自身の死を偽装する。大久保の助けを借り、自身の歯を抜き顔を焼いて左目をつぶした。死老中（しろうじゅう）として光久になりすまし、鹿児島に入るためである。
つまり、松平の狙いは、初めからこうであった。頑固者の光久が将軍家の姫君である綾姫の輿入れに賛成するはずがなく、何としても光久と自分を入れ替える必要があった。そして、光久になりすました自分が鹿児島に入り綾姫の輿入れを快諾する。だが、輿入れした時点で綾姫を変死させ、その責めを負う形で光久になりすました自分もろとも島津一族を切腹に追い込み、島津七十余万石を幕府の手におさめようというのである。ほぼ同じ頃、大久保の配下である牛久呑起が枚方で光久一行を襲撃し、光久の殺害に成功する。それから間もなく、松平は薩摩藩に潜入させていた隠密・間宮林蔵の導きで、海難事故から命からがら助かった「大殿・島津光久公」として鹿児島城に堂々と入場する。
綾姫（あやひめ）
公方の娘。先に2度婚約（会津松平家の若君と有栖川宮の若君）したが、いずれも相手が死んでしまったために破談となり、父である公方からも「不吉の子」として少々疎まれている。そこで、松平は薩摩藩取り潰しのために藩主・島津光久の孫・継豊に嫁がせ、鹿児島に入ったところで変死させ、その責任を問うて島津家を断絶させることを進言する。公方はしばらく考え込んだ後に、これを許可した。
間宮林蔵（まみや りんぞう）
江戸幕府の若年寄・大久保加賀守配下の牛久呑起に属する隠密。実は老中・松平伊豆守の隠し子。子に竹姫闇蔵がいる。当初は、牛久呑起の一員として蝦夷地（北海道）やその周辺の地域の調査を行い、この間におろしや（ロシア）語を習得したようである。
物語開始の24年前、松平から薩摩藩に密偵として潜入することを命じられ、牛久呑起の仲間達の協力のもと、習得していたおろしや語を駆使し、鯨に飲み込まれたものの奇跡的に生き延びた「おろしや人」として薩摩藩に潜入した。町奉行調所笑左衛門広郷の家に保護され、後に調所の娘・志野と結婚し、婿養子として調所家を継ぎ、五代目調所笑左衛門として薩摩藩に仕えた。この頃、薩摩藩は、年利八十万両、総額五百万両に及ぶ莫大な借金に苦しんでいたが、林蔵は鯨を用いて藩財政を立て直すことを藩主・島津光久に進言し、これが成功したことで光久の信を得ることに成功し、薩摩藩の重役として大きな位置を占めるようになる。
その後、双子の牡犬を入手すると兄（三道）を江戸の松平に、弟（白豪）を光久にそれぞれ献上した。それから4年後、光久が殺害され、松平がこれになりすます際に、密かに松平の待機する船に白豪を連れて乗り込み、松平と三道を連れて薩摩へ向かった。これは、顔を焼いて整形して誰とも判別がつかぬ容姿となった松平を光久として薩摩の人々に信じ込ませるには、愛犬・三道と白豪を入れ替えさせる必要があり、これによって薩摩の人々を信じ込ませることに成功した。
東郷重位（とうごう しげかた）
元は薩摩藩士であり、藩主・島津光久の剣術指南役を務めていたが、更なる精進をせんと光久から暇をもらい、武者修行のために全国を旅することとなる。この旅の途中で投げ太刀の技を会得したらしい。
旅の途中で八丁河岸を通りかかった重位は、地面に突き刺さった同太貫の一部を見かけ、さらに柳生烈堂と拝一刀の遺体と父・一刀の遺体を守るうちに力尽きた大五郎を見つける。重位は大五郎の息を吹き返させ、一刀の遺体から離れない大五郎に、自分と一刀それぞれの愛刀が同じ刀工の手になるものであることを教え、さらに一刀の鞘に自身の同太貫が寸毫の狂いもなく納められるのを見せ、一刀が自分に大五郎の身を委ねたのだと共に旅をするように説得する。納得した大五郎とともに一刀と烈堂の遺体を火葬し、大五郎を連れて冥府魔道の旅に出た。
大五郎に示現流を教えながら旅をしたが、老中・松平伊豆守の島津家廃絶の陰謀に巻き込まれることとなり、大五郎とともにその歩みを故郷の薩摩に向けることとなる。そして枚方で、薩摩藩が各地に放った密偵の報告を受け、御家を守るべく重位の真意を糺さんとして軍船をしつらえて来た光久と再会する。しかし、光久は松平の放った隠密集団・牛久呑起の襲撃を受け暗殺されてしまう。結果として松平の陰謀に乗せられた重位は、光久を弔うとともにその右目をくりぬき光久の復讐を誓う。そして、同じく松平の陰謀に乗せられた竹姫闇蔵のいまわの際の言葉に従い、松平の陰謀を打ち砕くべく公方を暗殺するために、大五郎とともに再び江戸へ向かうこととなった。
島津光久（しまづ みつひさ）
東郷重位との会話によれば、彼から示現流の指南を受けていたが、武者修行をすることで更なる精進をしたいという重位の願いを聞き入れ、彼に暇を与えて武者修行のたびに出させた。なお、左目は失われており、蛇皮の眼帯を当てている。
関ヶ原の戦いで島津家は西軍に属するも上手く立ち回り、結果として薩摩・大隅・日向の三国と種子島を筆頭とする島々、総石高七十余万石にのぼる領地を安堵され、さらには島原の乱に際し、江戸幕府の老中・松平伊豆守からの度重なる出兵要請にも兵を出し渋り、ようやく出兵させたことから、幕府や松平から危険な存在としてマークされ、光久自身も同様に「反骨の武将」「頑固者」として睨まれることとなる。
そんな中、松平は公方の娘・綾姫を光久の孫・継豊に嫁がせることを公方に進言する。綾姫が島津家に輿入れする時に彼女を密かに殺害し、その罪を島津家に着せ廃絶に追い込もうというのである。公方の許可を得た松平は、竹姫闇蔵ら服部一族と梅ノ木を使い、かつて光久に仕えていた重位を薩摩に向かわせ、その途中で彼に騒ぎを起こさせて光久の耳にそれが入るように仕向け、光久を鹿児島からおびき出すことを企てた。そうとは知らぬ光久は軍船を仕立てて鹿児島を出航する。枚方に入り、大五郎を連れた重位と再会、拝一刀の忘れ形見である大五郎に出会えたことを喜びながらも、薩摩藩の浮沈にも関わる秘事を握る重位にはそれを教えろと強請する。しかし、隠密集団・牛久呑鬼に軍船を襲撃され、光久は致命傷を受けてしまう。松平の本当の狙いに気づいた光久は、松平の陰謀にまんまと乗せられたことを悔やみつつ、薩摩藩の行く末を重位と大五郎に託して絶命する。